# Thrausmosaurus
Thrausmosaurus — рід синапсидових пелікозаврів з вимерлої родини Varanopidae. Як і всі, хто нагадує представників Varanopidae, Thrausmosaurus, швидше за все, нагадував сучасного варана і, можливо, вів такий самий спосіб життя. Тип і єдиний вид був описаний Р. С. Фоксом у 1962 році на основі трьох скам'янілих фрагментів щелепи з зубами. Зразки були знайдені з відкладень із заповненням тріщин, відкритих у вапняковому кар'єрі на північ від Форт-Сілл, округ Команчі, Оклахома, США. Ці відклади приурочені до кунгурського (леонардського) періоду нижньої пермі.